# 得克萨斯州
（/ˈtɛksəs/，當地 /ˈtɛksɪz/），简称德州，旧译德沙士；是全美國土地面積和人口第二大的州（面積僅次於阿拉斯加州；人口僅次於加利福尼亚州）。德克薩斯州位于美国中南部地区，东部与路易斯安那州，东北部与阿肯色州，北部与俄克拉荷马州，西部与新墨西哥州接壤，同时与墨西哥的奇瓦瓦州、科阿韋拉州、新莱昂州、塔毛利帕斯州共享边界，在东南部还有一段墨西哥湾海岸线。
德州因其曾经是一个独立的共和国而被称为“孤星之州”，同时也是对该州从墨西哥独立出来的纪念。在德克萨斯州州旗和德克萨斯州州徽上可以看到“孤星”。

## 州名来源
州名源自美洲原居民的語言，意思是“朋友”或是“盟友”。十七世紀時，到達此地的西班牙探險家在與使用卡多語的哈西尼族人打交道時，將對方稱呼自己為「朋友」（táyshaʼ (/tʼajʃaʔ/)）的词語誤解為當地地名，雖然後來理解了原意而嘗試更改，但此一地名仍然沿用下來。雖然地名的意思曾被誤解，但與今日得州的座右銘——「友誼」卻不謀而合。

## 歷史

### 歐洲殖民者進入之前
得克萨斯有兩個美洲原住民文化：包括西南文化及平原文化。考古學家發現了曾發生在這塊地區的三個主要文化，而它們的發展巔峰大約是在歐洲人進駐之前。這三種文化包括：
- 普韦布洛（Pueblo）
- 密西西比（Mississippian）
- 中美洲（Mesoamerica）

原居此地的原居民部落是否和善，早期的歐洲探險家眾說紛紜。一些歷史书籍記載到友好的部落曾教歐洲來的移民如何狩獵和耕種，而某些部落则抵制／攻擊移民。

### 殖民時代
此地區的殖民時期，可概分為三個部份：
- 法屬德克薩斯
- 西屬德克薩斯
- 墨西哥統治時期

有關德薩斯最早的歷史文件，可追溯到1519年西班牙探險家Alonso Álvarez de Pineda對灣岸地區所繪製的地圖。九年之後，西班牙探險家阿爾瓦·努涅斯·卡韋薩·德·巴卡及其組員因船難而成為到德薩斯的第一批歐州人。歐州各方勢力一直到1685年才意外地再次進入德薩斯。原要到密西西比河流域殖民的法國探險家勒内-罗贝尔·卡弗利耶·德·拉萨勒，因航海計算錯誤而登陸在德薩斯的马塔哥达湾Matagorda Bay，因而建立了聖路易堡殖民地，但因為環境的險惡及原住民的抵制，該殖民地只維持了四年。
1690年，主要殖民於中南美洲的西班牙，開始對殖民於密西西比河流域的法國有所戒心，而在德薩斯東部建立了幾個教會，但由於當地原住民的反抗，這西班牙傳教士又漸漸撤回當時西屬的墨西哥。當法國開始在路易西安那殖民時，西班牙再次於1716年在德薩斯東部設立教會，以增强自己的势力。兩年之後，西班牙建立了聖安東尼奧，成為在德薩斯第一個殖民城市。但是由於原住民的抵制及此地區距墨西哥較為偏遠，移民的效果並不理想，德薩斯在當時的新西班牙是人口最少的一省。
當美國在1801年向法國進行的路易西安那購地案中，美國官方堅持要包含法國所屬的德薩斯地區。然而此案卻終以德薩斯東隅的Sabine River為新西班牙和美國的疆界。由於對土地的奢求，許多美國移民者拒絕承認此案對疆界的劃分。1821年墨西哥獨立戰爭後，德薩斯的土地成為墨西哥的國土；由於此地區人口稀少，墨西哥政府將德薩斯併入鄰近科阿韋拉州共成為科阿韋拉及德克薩斯州。
墨西哥希望藉由大量移民來抵制原住民科曼奇人經常性的入侵，便開放非墨西哥及西班牙籍的新進移民。因此，大量美國移民開始湧入德薩斯開墾建立家園。

### 德克薩斯共和國
由於墨西哥內部中央集權者及地方分權者的意見相左，對德克薩斯地區的移民政策朝令夕改。在1835年，德克薩斯的當地移民開始組織整合，認為墨西哥政府違背了當初制定的1824年憲法，進而導致了德克薩斯革命。1835年12月20日，德克薩斯人在戈利亞德（Goliad）簽署了第一份聲明，要求當時墨西哥總統安東尼奧·洛佩斯·德·桑塔·安納將軍尊重1824年的憲法，桑塔·安納卻帶兵攻打，意圖弭平內亂。镇压导致了墨西哥政府與德克薩斯人的對立逐漸加劇，包括墨西哥政府禁止蓄奴制度，因此德克薩斯在1836年3月2日正式宣佈獨立，成立了德克薩斯共和國。
四天以後，有「西方的拿破侖」之稱的桑塔·安納將軍在兩星期的進攻之後，殲滅了據守阿拉莫的約200名德克薩斯人（故「毋忘阿拉莫」變成了德克薩斯獨立的口號）。1836年4月21日，在聖·哈金托（現在的休士頓）附近，安東尼奧·洛佩斯·德·桑塔·安納將軍所率領的墨西哥軍隊被山姆·休斯敦將軍所率領的800名德克薩斯人所擊敗，桑塔·安納被俘，被迫簽下承認德克薩斯獨立的和約。
美國於1837年承認德克薩斯共和國，法國也於1839年9月25日正式承認，其它承認其獨立的國家包括：比利時、荷蘭、尤卡坦共和國，但新建立的德克薩斯共和國與墨西哥还存在着边界争议。1842年3月5日墨西哥軍隊約500人，再次入侵德克薩斯共和國，短暫地佔領了聖安東尼奧。1842年9月11日，墨西哥軍隊約1400人第二次入侵并佔領聖安東尼奧。

### 加入聯邦成為一州
墨西哥不承認德克薩斯的獨立，宣佈要將德克薩斯重新併入其領土，並警告假如美國介入的話，兩國之間將爆發戰爭。不過美國與德克薩斯建立了外交關係，德克薩斯維持其獨立立場並強調格蘭德河是其邊界。英國試圖調停這場爭議，但因為墨西哥堅持立場而失敗。1845年，美國宣佈假如德克薩斯共和國願意加入美國的話，美國將承認格蘭德河為其邊界。同年，德克薩斯加入美國，成為第28個州。為此美國和墨西哥因德克薩斯地位問題爆發美墨戰爭。

### 南北戰爭和重建時期

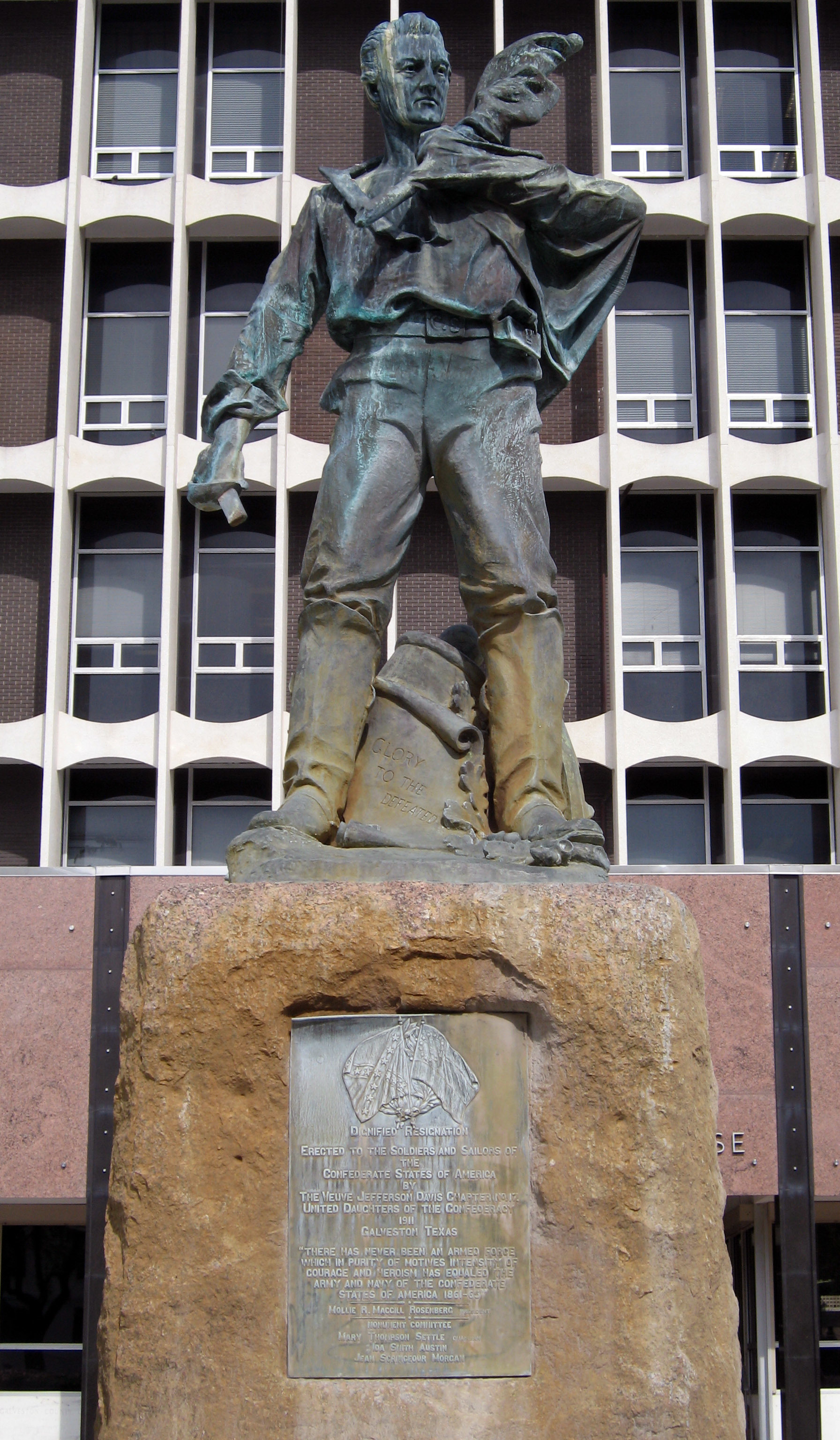
在德克薩斯州加爾維斯敦的南北戰爭纪念碑

1860年美國總統選舉後，得克萨斯再次处于战争状态。此时，黑人占该州人口的30％，而且他们被严重奴役。当亚伯拉罕·林肯当选总统时，南卡罗来纳州脱离了合众国。其他五个美国深南州迅速跟进。1861年1月28日奥斯汀开始审议分裂国家公约。2月1日，以166票对8票通过了从合众国分离的条例。2月23日德州选民批准了该条例。1861年3月4日德克薩斯州加入了新成立的美利堅聯盟國（CSA），并于3月23日批准了永久性的美利堅聯盟國憲法。
虽然许多德克薩斯人后来支持了南方脱离聯邦，但并非所有的德州人最初都支持脫離。德克薩斯州最着名的联邦派是州长山姆·休斯顿。由于不想让情况恶化，休斯顿拒绝了两项由林肯总统提出在联邦军队继续任职提议。在拒绝宣誓拥护联盟国后，休斯顿被罢免。
虽然远离美国内战的主要战场，但德克薩斯州为整个邦联政府提供了大量的人员和装备。联邦军队短暂占领了该州的主要港口加尔维斯顿。德克薩斯州与墨西哥的边界，因为通过贸易绕过了联邦的封锁，而被称为“邦联的后门”。邦联挫败了所有联邦封锁这条路线的企图，但在联邦军队占领密西西比河之后，德克薩斯州作为后勤基地的角色在1863年被边缘化。内战的最后一场战斗发生在德州布朗斯维尔附近的帕尔米托牧场，以邦联军队的胜利结束。
德克薩斯州在向北維吉尼亞軍團投降后陷入了两个月的无政府状态，直到联邦将军戈登·格兰杰的授权这种状态才结束。暴力充斥着重建的最初几个月。六月节纪念戈登·格兰杰将军在加尔维斯顿宣布《解放奴隶宣言》，这是在最初宣言颁布后近两年半。1866年，约翰逊总统宣布在德克薩斯州恢复文职政府。虽然没有满足重建要求，国会还是于1870年恢复允许当选的德克薩斯州众议员进入联邦政府。伴随着在萧条的农业和劳工问题上的挣扎，德州社会波动仍在继续。
像大多数南方州一样，德克薩斯州的经济遭到了战争的破坏。然而由于并没有像南方其他地区那样依赖奴隶，德州得以更快地恢复。19世纪后期德州文化展现了边疆地区的许多特点。该州因为想逃避债务，刑事起诉或其他问题而成为美国其他地区人民的避风港而臭名昭着。“逃往德克薩斯（Gone to Texas）”成为那些在其他州逃避法律的人常用短语。然而，该州也吸引了许多商人和其他有更多合法利益的定居者。
养牛业继续蓬勃发展，但逐渐变得不那么有利可图。棉花和木材成为该州各地区创造新经济繁荣的主要产业。随着铁路网和加尔维斯顿港口的迅速增长，德克薩斯州与美国其他地区（以及世界其他地区）之间的贸易不断扩大。与之前的其他一些州一样，木材工业迅速摧毁了德克薩斯州的森林，到了20世纪初，德克薩斯州的大部分森林人口都消失了（后来的森林保护工作保存了其中的一部分，但从未恢复到曾经的水平 ）。

### 20世纪至今

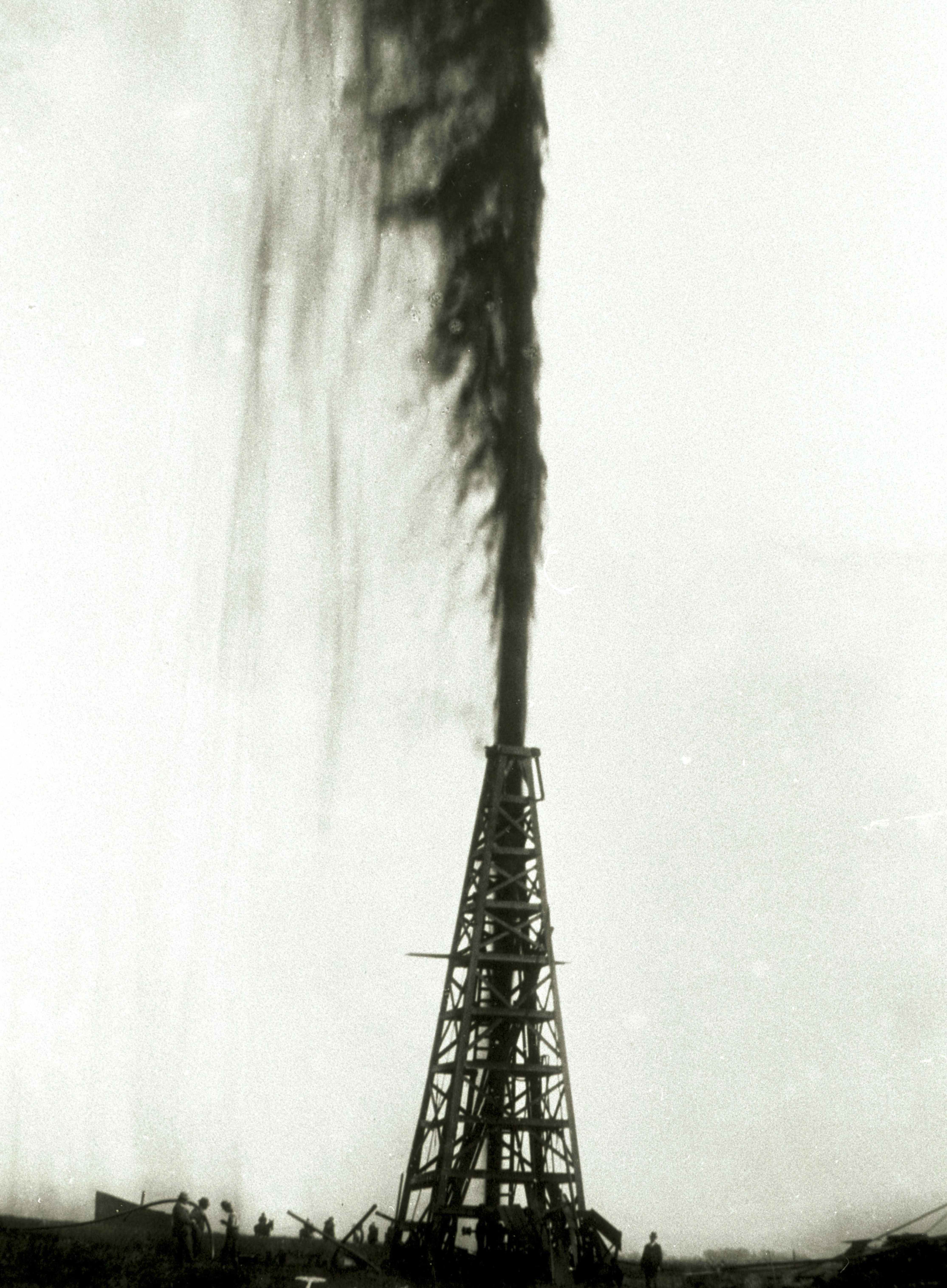
油井斯潘德尔

1901年1月10日，得克萨斯州的首个主要油井斯潘德尔在博蒙特南部被发现。此后不久，德克薩斯州的东部、德克薩斯州西部和墨西哥湾附近也出现了被发现的新油田。德克薩斯州随后迎来了石油繁荣。1972年，石油的日均产量达到顶峰——三百万桶。
德克薩斯州在20世纪60年代实现了高等教育体系的现代化和扩张。该州制定了一项主要由石油收入支持的全面高等教育计划，还组建一个旨在更有效地管理州立院校的州立机构。这些变化帮助德州的大学获得了联邦研究基金。
1963年11月22日，美国总统肯尼迪在达拉斯遇刺身亡。
从20世纪中期开始，德克薩斯州开始城市化和工业化。在此期间，该州人口迅速增长，从其他地方迁移过来的人口很多。作为美国太阳带的一部分，德克薩斯经历了强劲的经济增长，特别是在20世纪70年代和80年代初期。德克薩斯州的经济多元化，减少了对石油工业的依赖。到1990年，西班牙裔超越黑人成为该州最大的少数族裔。
在20世纪后期，共和党取代了民主党作为该州的主要政党，因为后者变得更加政治自由，而人口变化更有利于前者。
从2000年代中期到2019年，德克萨斯州接纳了大量加利福尼亚州公司的业务和区域总部。

## 政治
於1876年起實施之《得克萨斯州宪法》（The Constitution of the State of Texas）為美國諸州第二部最舊卻仍在實行之州憲法。州憲法內容大致列明「三權分立」及將《民權法案》直接地明文寫入憲法第一部分內，此外亦包含一些德州獨有的規管條文在內。

### 行政系統

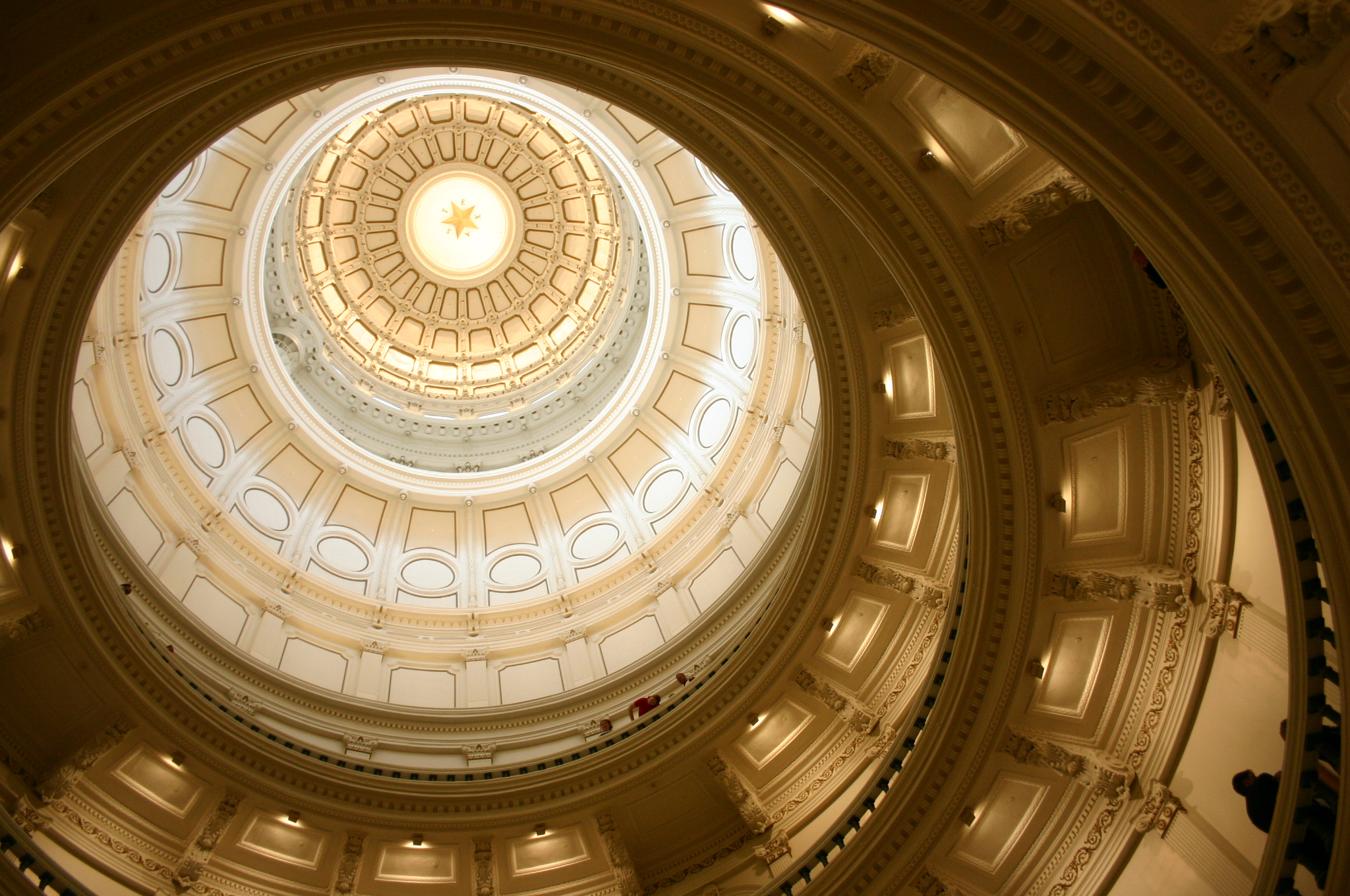
德州州府大樓內的圓頂，金色星星裝飾上鑲有T.E.X.A.S.字樣

在得州的行政部門內，設以下職位：州長、副州長、財政審計長、土地委員長、司法部長、農業委員長、德州鐵路委員會、德州教育部和州務卿，以上職位除州務卿由州長指派委任外，均由普選產生。
州長乃是州轄軍隊（州警、州國民警衛軍等）之統帥，任期四年，無連任限制。他亦能在得州議會內對已被通過的法案運用否決權，以及在州議會休會期間隨時召開特別會議，這些權力可無限次地被使用。
现任州長是格雷格·阿博特。他自2015年前任州长里克·佩里辭職擔任美國能源部長後接任州長，共和黨自1994年以來，在德州執政至今。
財政審計長負責預測及調配每年州政府的收入，從而作出調配及制定州財政預算。
得州政府裡亦有大量的州機關、州委員會等，州長對這些部門全部擁有最終任命權。此外州長亦對司法機關在選舉時出現的職位空缺作出任命。

### 立法系統
得州議會採行兩院制。州眾議院有150名眾議員，州參議院則有31名參議員。現任州眾議院議長為共和黨人喬.史特拉斯（自2009年1月13日）。而州參議院議長則由副州長出任，現任副州長暨州參議院議長為共和黨人大衛·杜可斯（自2003年1月17日）。州會計年度從該年的9月1日起至來年的8月31日止。

### 司法系統
得州的司法制度是全美最複雜的系統之一。不同于美国联邦政府，得克萨斯州的法官由选举结果决定，而不是由州长指派。
得克萨斯州的法院分为两个系统，一个处理民事案件和未成年人的刑事案件，一个处理成年人的刑事案件。得克萨斯州也有两个最高法院：最高法院和刑事上诉法院 ，分别处理这两类案件。

### 地方行政
德州有36個聯邦議會選區，僅次於加州。有254個縣，是美國擁有最多縣的一個州。州法規定每一個縣都設有縣委員法庭，但實無審判之意及司法權力，只是德州對縣政府的解釋百年來沿用至今而已。
每縣規定分成四分區，各分區設有一名縣委員長。
而縣委員法庭則設縣法官一職，他亦無任何司法角色，只是在此縣委員法庭內擔任主席。
縣委員法庭實則是美式的“市長-市議會”城市管理制度 ，以上縣法官及4位縣委員長均由民選產生，多數當選者均為德州的強硬派人士。
與其他州不同的是，德州法律不容許建立市縣聯合政府，或是重新組建一個“大都會政府”方式管理地方政務。各市和縣之間只能制定“地區性合作同意書”來分享公共服務予公眾。縣政府權力亦被州法律及州憲法嚴格限制，不容許“縣權大於市權”的情形發生。
德州法律下不設鎮級政府，縣內土地只分為已合組法人及未合組法人兩種行政管治。

### 刑法
德克萨斯州以对刑事犯罪的刑事处罚非常严厉而著称。它是实行死刑的32个州之一，自1976年美国最高法院允许恢复死刑以来，美国40%的死刑都是在德克萨斯州执行的。截至2008年，德克萨斯州的监禁率在美国排名第四。德克萨斯州还有强有力的自卫法，允许公民使用致命武力来保护自己、家人或财产。

## 象徵物

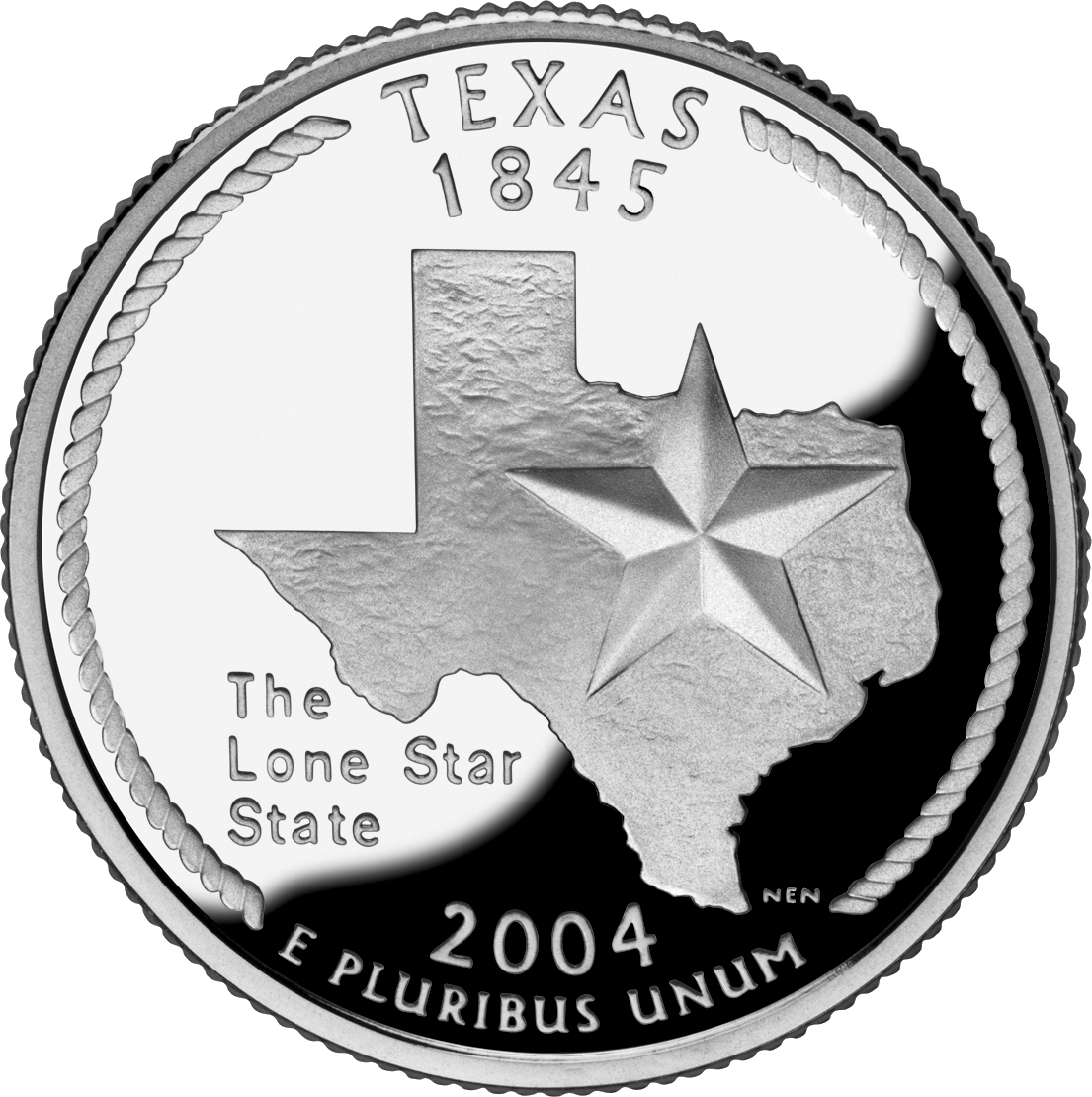
德州25美分纪念币

- 州花：德克薩斯藍帽花(Lupinus spp.)，或者“德州羽扇豆”
- 州樹：长山核桃(Carya illinoinensis)，通称“碧根果”（Pecan），又名“美国山核桃”、“薄壳山核桃”等。
- 州鳥：反舌鳥 (Mimus polyglottos)
- 州鱼：特氏黑鲈(Guadalupe bass)
- 州象徵動物（有三種）：
  - 小型：犰狳
  - 大型：德克薩斯長角牛
  - 飛禽：墨西哥蝙蝠

## 地理
德州是美國面積第二大的州，有268,820平方英哩（696,200平方公里）。它較法國大了百分之十。如果它是一個國家的話，德州會是第三十九大的國家。
德克萨斯州位于美国中南部。它的三个边界是由河流确定的。西鄰新墨西哥州，北接奧克拉荷馬州，東面是阿肯色州及路易西安那州，南方則於墨西哥接壤。德州的东部一般作为美国南部的一部分，地形上像路易斯安那州一样平坦，覆盖大片的树林。东南有潮湿的森林和沼泽。北部，包括靠近奥克拉荷马州的部分及德州的一些部分干燥而平坦，而在西北部有一些峡谷和台地。

### 野生动物
德克萨斯州生活着各种各样的动物和昆虫。它是65种哺乳动物、213种爬行类和两栖类动物的家园，也是美国鸟类生物最多样性的地方，共有590种。
德州生活着多种黄蜂，其中包括大量的Polistes exclamans，是研究Polistes annularis的重要场所。

### 國家公園
- 大彎曲國家公園
- 瓜達魯沛山國家公園

### 气候
德州幅员辽阔，地处多个气候带的交汇处，使得该州的天气多变。该州的Panhandle地区的冬季比北德克萨斯州更冷，而海湾沿岸地区的冬季气候温和。德州的降水模式变化很大。位于该州西部的艾爾帕索 平均每年降雨量为8.7英寸（220毫米），而德克萨斯州东南部的部分地区平均每年降雨量高达64英寸（1,600毫米）。中北部地区的达拉斯每年平均降水量37英寸(940毫米)。
下表包括德克薩斯州不同地区选定城市的8月（通常最热）和1月（通常最冷）的平均值。埃尔帕索和阿马里洛是例外，7月和12月分别是最温暖和最寒冷的月份，但是8月和1月差别很小。
| 城市       | 八月 (°F) | 八月 (°C) | 一月 (°F) | 一月 (°C) |
| ---------- | --------- | --------- | --------- | --------- |
| 休斯顿     | 94/75     | 34/24     | 63/54     | 17/12     |
| 圣安东尼奥 | 96/74     | 35/23     | 63/40     | 17/5      |
| 达拉斯     | 96/77     | 36/25     | 57/37     | 16/3      |
| 奥斯汀     | 97/74     | 36/23     | 61/45     | 16/5      |
| 艾爾帕索   | 92/67     | 33/21     | 57/32     | 14/0      |
| 拉雷多     | 100/77    | 37/25     | 67/46     | 19/7      |
| 阿馬里洛   | 89/64     | 32/18     | 50/23     | 10/–4     |
| 布朗斯維爾 | 94/76     | 34/24     | 70/51     | 21/11     |

### 风暴
德克萨斯經常遭受雷暴袭击，尤其是东部和北部。龍捲風走廊涵蓋德州北部，造成该州為美國遭受龙卷风袭击最多的州，平均每年139次。这些袭击在北得州和锅柄平原区最常见。德克萨斯州的龙卷风通常发生在4-6月。
美国历史上一些最具破坏力的飓风影响了德克萨斯州。1900年的飓风摧毁了加爾維斯敦整座城市，造成约8000至12,000人丧生，为美国历史上最致命的自然灾害。2017年，哈维飓风以4级飓风的形式登陆罗克波特，造成严重破坏。暴风雨在陆地上停滞了很长时间，使大休斯敦地区及周边县域的降雨降到了前所未有的程度。结果是大面积的灾难性洪水泛滥，淹没了成千上万的房屋。哈维造成的损失估计达1,986亿美元，超过了卡特里娜飓风的损失，最终成为全世界損失最高的飓风。
德州和极地之间没有实质性的屏障。正如2021年2月13－17日北美冬季风暴发生情况，北极或极地气团穿透德克萨斯全域。通常情况下，北美的盛行风会在极地气团到达德克萨斯州之前将其推向东南方向。但因为这种入侵是罕见的，并且出乎意料的，这场风暴是导致2021年德克薩斯州大停電的诱因之一。

## 医疗卫生
2021年5月，德克萨斯州通过了一项堕胎法案，该法案将禁止早至六周的堕胎（在许多妇女意识到她们怀孕之前）。该禁令包括因乱伦或强奸而怀孕的妇女或女孩。该项被称为《德克萨斯心跳法案》于9月1日生效。

### 医学研究
德克萨斯州有许多顶尖的研究医学中心。该州有15所医学院，4所牙科学校，2所验光学校。[380]德克萨斯州有两个生物安全4级（BSL-4）实验室：一个在加尔维斯顿的德克萨斯大学医学部（UTMB），[381]另一个在圣安东尼奥的西南生物医学研究基金会—美国第一个私有的BSL-4实验室。
位于休斯顿的德克萨斯医学中心拥有世界上最大的研究和医疗保健机构的集中地，有50多个成员机构。德克萨斯医学中心进行了世界上最多的心脏移植手术。位于休斯顿的德克萨斯大学安德森癌症中心是一个备受瞩目的学术机构，围绕着癌症患者的护理、研究、教育和预防。
美国心脏协会和德克萨斯大学西南医学中心都以达拉斯为家。后者的医学院雇用了世界上最多的医学院诺贝尔奖获得者。

## 交通
由于德州面积大，地形崎岖不平，德州人在历史上穿越德州是有困难的。德州通过建设美国最大的公路和铁路系统来弥补。德克薩斯交通部负责管理该州庞大的公路系统，监管航空和公共交通系统。

### 機場

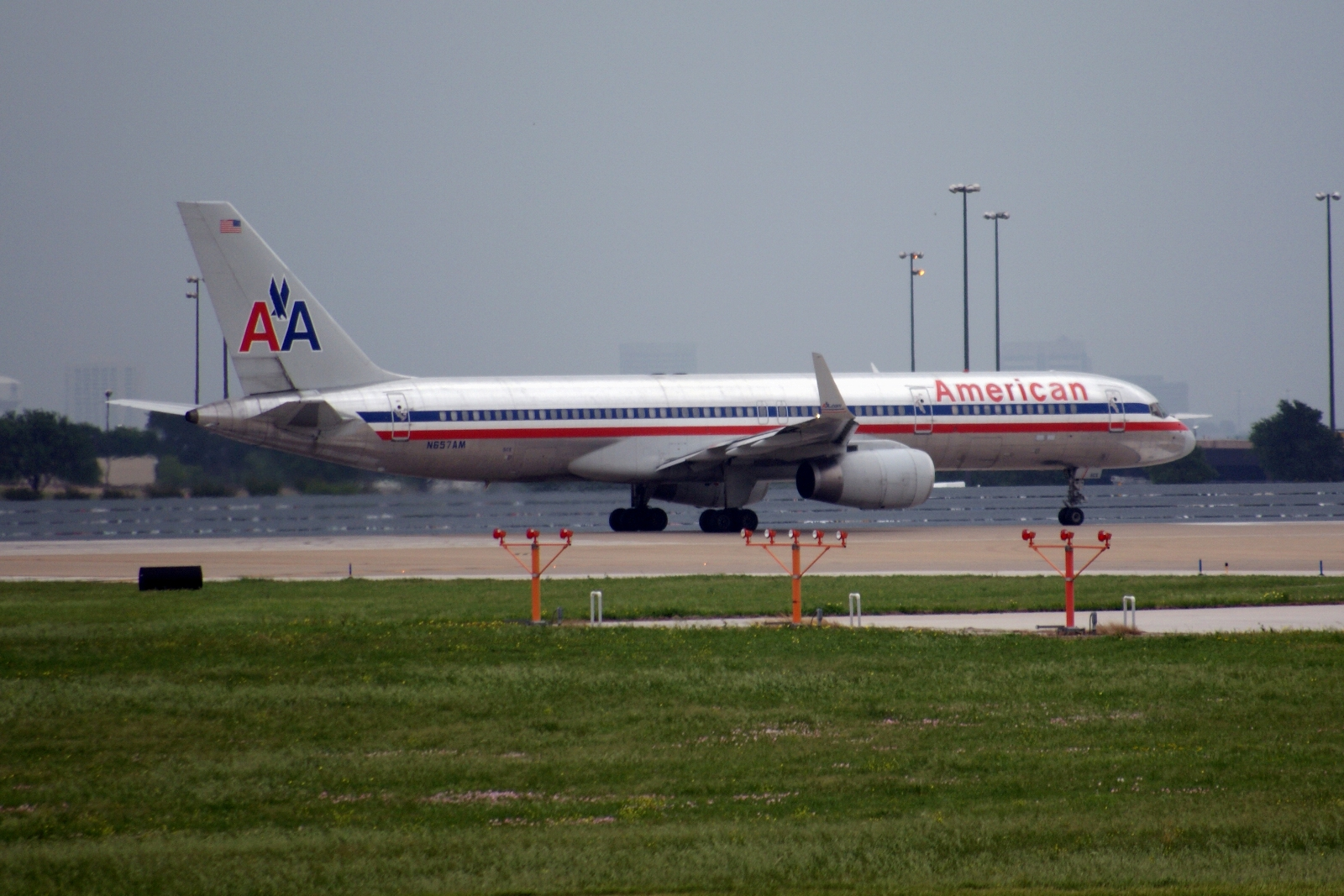
位于DFW的一架Boeing 757

德州有730个机场，在全美各州中位居第二。以下是按照2016年客流量排序的主要机场：
- 達拉斯-沃斯堡國際機場（DFW）美國航空最大的轉運中心，也是總部所在
- 休士頓喬治布希洲際機場（IAH）美國联合航空最大的轉運中心
- 達拉斯愛田機場（DAL）美國西南航空轉運中心
- 威廉·佩特斯·霍比機場（HOU）
- 奥斯汀-伯格斯特国际机场 (AUS)

### 高速公路

德州境内所有州际公路示意图

德州第一条高速公路是1948年在休斯敦开通的海湾高速公路。截至2005年，79,535英里（127,999）的高速公路横贯德州（比1984年的71,000英里（114,263）有所增加）。为了促进里程的增长，德州有17条收费公路，并在计划其他几条收费高速。在德克萨斯州中部，130号德克萨斯州州道南段的限速为85英里每小時（137每小時），是全美限速最高的公路。德克萨斯州的所有联邦和州级公路都经过硬化。
南北縱向高速公路自東往西：
- US-59
- I-45（連接達拉斯，休士頓至加爾維斯頓）
- US-77（主要在東南方基督聖體市一帶）
- I-37（限於東南方聖安東尼奧至基督聖體市）
- I-35
- US-281
- US-287（主要在北方沃斯堡至阿瑪利洛）
- US-87
- I-27（西北方Pan Handle一帶）
- I－69 (原US-281及US-77升级而来，南通墨西哥北接US-59）

東西橫向高速公路自南往北：
- US-90
- I-10（橫跨整個德克薩斯州東西的交通要道，由埃爾帕索至 Beaumont 途中穿過聖安東尼奧和休士頓）
- I-20
- I-30（達拉斯至阿肯色州）
- I-40（西北方Pan Handle一帶）

### 海港
大约有1150个海港分布在拥有超过1,000英里（1,600）航道的德州海岸上。港口雇佣了近100万人，平均处理3.17亿公吨。德克萨斯州的港口与美国大西洋沿岸的其他地区连接，并与沿海内航道的海湾段相连。休斯敦港是美國外國貨物處理量最大的港口，算上國內貨物後也是美國第二大港口，就全世界來看，休斯敦港也位居第10位。

### 铁路
美国铁路公司为得克萨斯州提供有限的城际客运铁路服务。该州有三条定期线路：每日一班的德克萨斯之鹰（芝加哥-圣安东尼奥）；每三周一班，在德州境内设站的日落特快（新奥尔良-洛杉矶）；以及每日一班的Heartland Flyer（沃斯堡-俄克拉荷马城）。德州可能会诞生全美首条高速铁路。德克萨斯中央铁路公司已经计划在达拉斯和休斯敦之间修建一条有争议的、由私人出资的高铁线路。

## 經濟

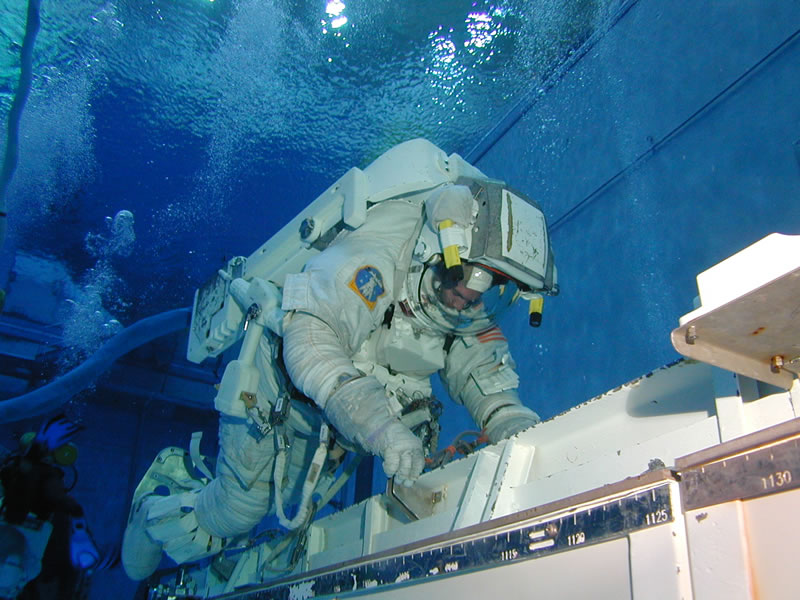
宇航员在休斯敦的林顿·约翰逊太空中心进行训练

截至2018年，德克萨斯州的地区生产总值（GSP）为1.8兆美元，在各州中名列第2位，仅次于加利福尼亚州。德克萨斯州的地区生产总值还大于加拿大，俄罗斯，韩国和西班牙的国内生产总值，而后4者分别是世界第十，十一，十二和十三大经济体。
2010年，全州百万富翁人数超过346,000人。截至2013年4月，该州失业率为6.4%。2020年5月新冠疫情期间，德州失业率为13.0%。
得克萨斯州一向有着“低税、低保”（low taxes, low services）的名声。根据税收基金会的统计数据，德克薩斯州的州和地方税率分别为全美最低和第7低的水平。
得益于完善的交通、通讯网络，商业成本在全美平均值以下，以及州政府对经济发展的强力支持，2010年，权威的《选址杂志》再一次将德克薩斯州评选为全美商业环境最友好的州，这已经是该杂志9年中第8次给予该州这一评价。该州还拥有独一无二的“德克薩斯企业基金会”，30亿美元的基金吸引了众多跨国企业。至2022年，德州擁有53家財富500強的企業總部，位居全美第1位（超過有51家总部的纽约州和50家总部的加州）。

### 农业与采矿
德克薩斯州拥有美国最多的农场和最大的种植面积。该州的牲畜和畜产品总收入排名全国第一，农业总收入中排名全国第二，仅次于加利福尼亚州。肉牛产量是德克薩斯州农业的最大部分，每年现金收入为74亿美元，占全州农业现金收入的56.7％。其次是棉花19亿美元（14.6％），温室/苗圃15亿美元（11.4％），肉鸡13亿美元（10％），乳制品9.47亿美元（7.3％）。
德克薩斯州在牛，马，绵羊，山羊，羊毛，马海毛和干草的生产方面领先全国。该州还在棉花生产方面领先全国，这是该州种植的头号经济作物。该州种植了大量谷物和农产品。德克薩斯州拥有大型商业捕鱼业。凭借矿产资源，德克薩斯州在制造水泥，碎石，石灰，盐，沙子和砾石方面处于领先地位。
从21世纪初开始，德克薩斯州遭受了干旱的打击。这使整州损失了价值数十亿美元的牲畜和庄稼。

### 能源

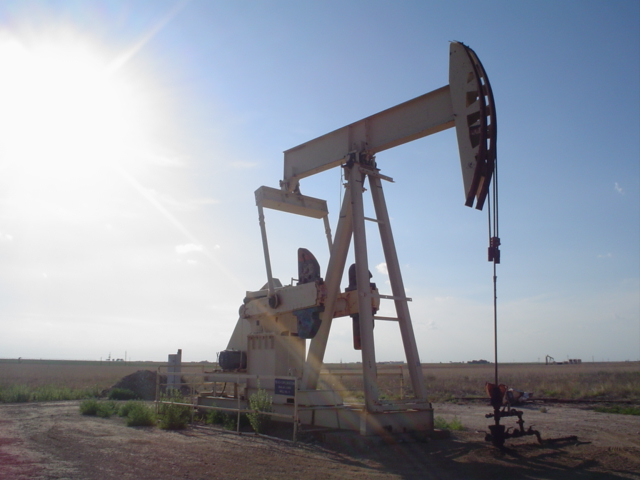
德州的一处油井

自从在纺锤顶发现石油以来，能源一直是德克萨斯政治和经济上的主导力量，如果将德州视为国家，它将成为世界第六大石油生产国。
德州已知的石油储量约为5十億桶（790,000,000立方），约占美国已知储量的四分之一。该州的炼油厂每天可处理加工4.6百萬桶（730,000立方）的石油。德克萨斯州的天然气产量也处于领先地位，产量占全国供应量的四分之一。位于德克萨斯州东南部的阿瑟港炼油厂是美国最大的炼油厂。西方石油公司，康菲公司，埃克森美孚，哈里伯顿，马拉松石油，特索罗，瓦莱罗能源，和西方炼油等几家石油公司都在德克萨斯州。
根据美国能源信息局的数据，德克萨斯人的人均能源消耗量（所有类型的能源）在全美排名第五，仅次于怀俄明州、阿拉斯加、路易斯安那州、北达科他州和爱荷华州。

### 高新技术
借助大型大学系统，再加上诸如德克萨斯企业基金和德克萨斯新兴技术基金之类的倡议，德克萨斯州发展了各种各样的高科技产业。奥斯汀地区被称为“硅山”，北达拉斯地区被称为“硅草原”。德州拥有许多高科技公司的总部，例如戴爾，德州仪器，佩罗系统，Rackspace和AT&T。
美国国家航空航天局位于休斯顿东南部的林顿·约翰逊太空中心（NASA JSC）是德克萨斯航空业的皇冠上的明珠。沃斯堡同时拥有洛克希德·马丁公司的航空部门和贝尔直升机德事隆。SpaceX和蓝色起源都在德州设有测试基地。洛克希德公司在沃斯堡制造F-16，这是西方最大的战斗机计划，其后继机型是F-35闪电II战斗机。

## 社会
| 调查年                | 人口       | 备注 | %±     |
| --------------------- | ---------- | ---- | ------ |
| 1850                  | 212,592    |      | —      |
| 1860                  | 604,215    |      | 184.2% |
| 1870                  | 818,579    |      | 35.5%  |
| 1880                  | 1,591,749  |      | 94.5%  |
| 1890                  | 2,235,527  |      | 40.4%  |
| 1900                  | 3,048,710  |      | 36.4%  |
| 1910                  | 3,896,542  |      | 27.8%  |
| 1920                  | 4,663,228  |      | 19.7%  |
| 1930                  | 5,824,715  |      | 24.9%  |
| 1940                  | 6,414,824  |      | 10.1%  |
| 1950                  | 7,711,194  |      | 20.2%  |
| 1960                  | 9,579,677  |      | 24.2%  |
| 1970                  | 11,196,730 |      | 16.9%  |
| 1980                  | 14,229,191 |      | 27.1%  |
| 1990                  | 16,986,510 |      | 19.4%  |
| 2000                  | 20,851,820 |      | 22.8%  |
| 2010                  | 25,145,561 |      | 20.6%  |
| 2020                  | 29,145,505 |      | 15.9%  |
| 1910 – 2020年人口普查 |            |      |        |

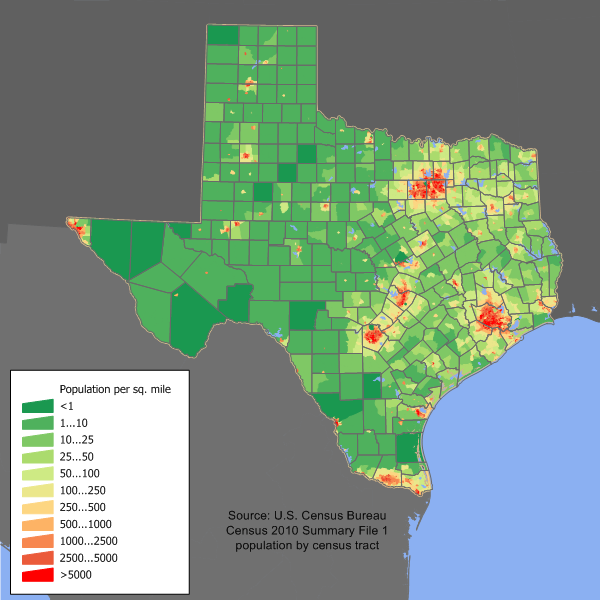
德州人口密度图

得克薩斯州的居民常被叫做“德州人”。英文中Texians和Texans意思不同。Texians指1836年至1845年間德克薩斯共和國的國民，而Texans則指1845年後德州作為美國的其中一個州時的德州人。
美国人口调查局确定，在2020年美國人口普查中，德克萨斯州的常住人口为29,145,505人，比2010年美国人口普查时增加了15.9％。

### 种族
根据2010年美国人口普查数据，德克薩斯州的种族构成如下：
- 美國白人： 70.4 %（非西班牙裔白人 45.3 %）
- 非裔美国人： 11.8 %
- 美國原住民： 0.7 %
- 亞裔美國人： 3.8 % （1.0 % 印度裔, 0.8 % 越南裔, 0.6 % 华裔, 0.4 % 菲律宾裔（英语：Filipino American）, 0.3 % 韩裔, 0.1 % 日裔, 0.6 % 其他亚洲族裔）
- 太平洋岛屿人（英语：Pacific_Islander）： 0.1 %
- 其他（英语：Race_and_ethnicity_in_the_United_States_Census）： 10.5 %
- 多种族美国人（英语：Multiracial_American）： 2.7 %

其中，37.6％的人口是西班牙裔或拉丁裔 (31.6 % 墨西哥裔， 0.9 % 萨尔瓦多裔，0.5 % 波多黎各裔，0.4 % 洪都拉斯裔，0.3 % 危地马拉裔，0.3 % 西班牙裔，0.2 % 哥伦比亚裔，0.2 % 古巴裔)
| 种族                            | 1970年 | 1990年 | 2000年 | 2010年 |
| ------------------------------- | ------ | ------ | ------ | ------ |
| 美國白人                        | 86.8%  | 75.2%  | 71.0%  | 70.4%  |
| 非裔美国人                      | 12.5%  | 11.9%  | 11.5%  | 11.9%  |
| 亞裔美國人                      | 0.2%   | 1.9%   | 2.7%   | 3.8%   |
| 美国原住民                      | 0.2%   | 0.4%   | 0.6%   | 0.7%   |
| 夏威夷族和 其他太平洋岛屿的移民 | –      | –      | 0.1%   | 0.1%   |
| 其他                            | 0.4%   | 10.6%  | 11.7%  | 10.5%  |
| 多种族美国人                    | –      | –      | 2.5%   | 2.7%   |

德薩斯州早期有相當多德國移民，大多住在弗雷德里克堡和新布朗费尔斯市。1848年的歐洲移民潮之後，一直到第一次世界大戰之前。德國、波蘭、挪威、捷克等國的移民數量都持續的在成長。這些歐洲的移民對德克薩斯州造成的影嚮在建築、地名、音樂、美食上都相當明顯。
近年來，德薩斯州的亞裔居民數量也在增長，特別是在休士頓與達拉斯這兩個大城，居民大多来自中华人民共和国、越南、印度、南韓、日本和巴勒斯坦等国家。
根據人口普查，在德薩斯州的居民祖先中，墨西哥人（24.3%）最多，其次是非裔美國人（11.5%）、德國人（9.9%）、英格蘭人（7.2%）、蘇格蘭－愛爾蘭人（7.2%）。

### 城市和都会区
| 排名 | 都会区名稱                  | 人口      |
| ---- | --------------------------- | --------- |
| 1    | 休斯敦-伍德兰-舒格兰 MSA    | 6,997,384 |
| 2    | 达拉斯-普莱诺-欧林 MD       | 5,007,190 |
| 3    | 圣安东尼奥-新布朗费尔斯 MSA | 2,518,036 |
| 4    | 沃斯堡-阿灵顿-格雷普韦恩 MD | 2,462,968 |
| 5    | 奥斯汀-朗德罗-乔治敦 MSA    | 2,168,316 |
| 6    | 麦卡伦-爱丁-米申 MSA        | 865,939   |
| 7    | 埃尔帕索 MSA                | 845,553   |
| 8    | 科珀斯克里斯蒂 MSA          | 452,950   |
| 9    | 基林-坦普尔 MSA             | 451,679   |
| 10   | 布朗斯维尔-哈灵根 MSA       | 423,908   |
| 11   | 博蒙特-阿瑟港 MSA           | 409,526   |
| 12   | 拉伯克 MSA                  | 319,068   |
| 13   | 拉雷多 MSA                  | 275,910   |
| 14   | 韦科 MSA                    | 271,942   |
| 15   | 阿马里洛 MSA                | 265,947   |
| 16   | 大学城-布赖恩 MSA           | 262,431   |
| 17   | 泰勒 MSA                    | 230,221   |
| 18   | 朗維尤 MSA                  | 219,417   |
| 19   | 密德兰 MSA                  | 178,337   |
| 20   | 阿比林 MSA                  | 171,451   |

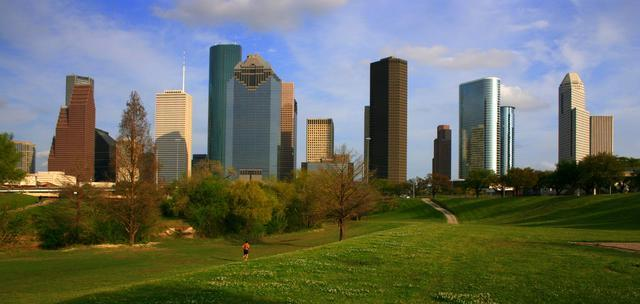
休士頓 (2007年)

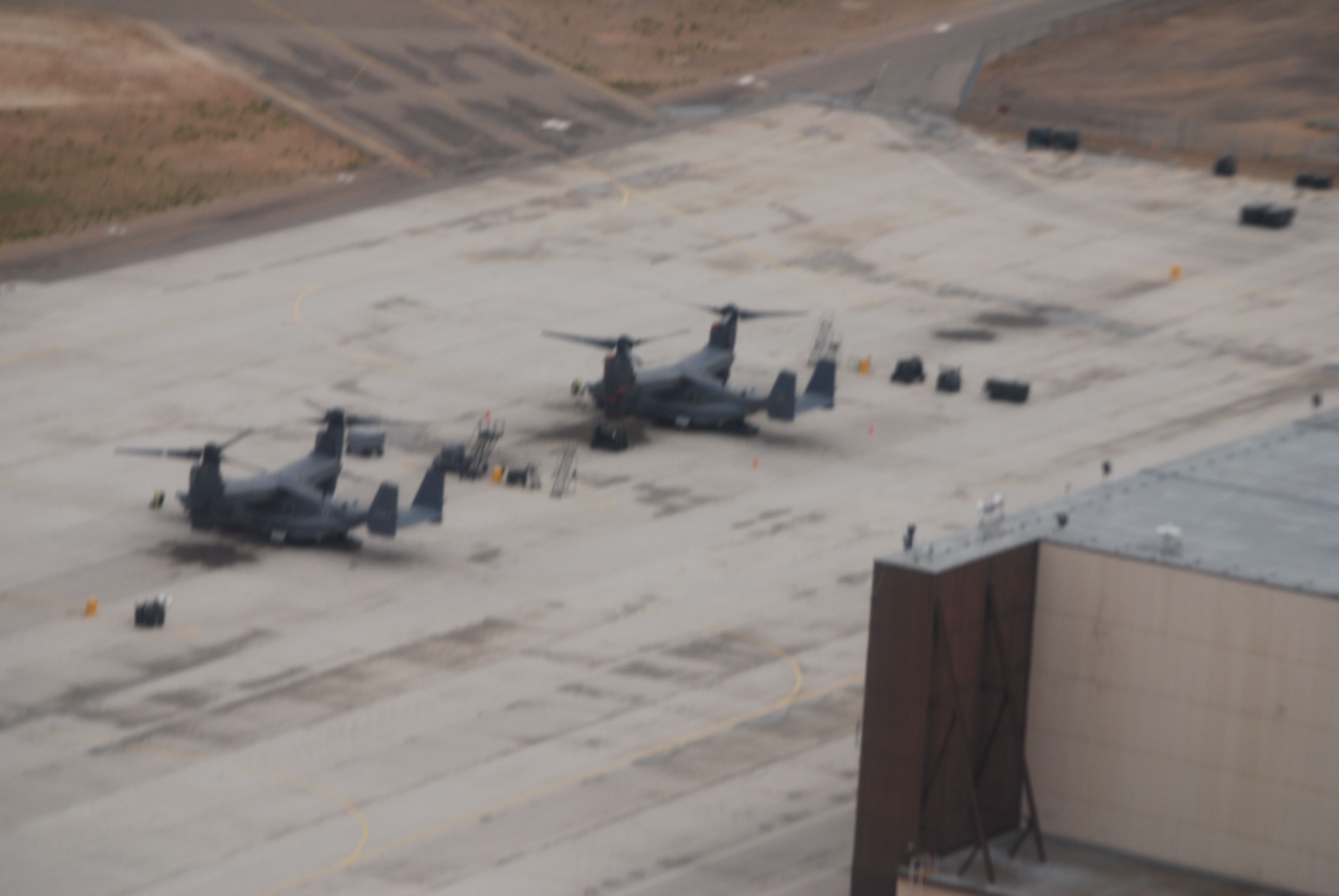
德州軍事基地內的V-22

德薩斯州的首府是奧斯汀，最大的城市是休士頓，其他重要城市有達拉斯和聖安東尼奧。
休士頓地區主要城市：
- 休士頓
- 加爾維斯頓
- 德克薩斯城
- 博蒙特
- 布賴恩
- 大學城

達拉斯地區主要城市：
- 達拉斯
- 嘉倫市
- 沃斯堡
- 阿靈頓

聖安東尼奧地區主要城市：
- 聖安東尼奧

潘漢德地區主要城市：
- 阿馬利洛
- 拉拔克

靠墨西哥灣的主要沿海城市：
- 加爾維斯頓
- 基督聖體市

靠美墨邊境的主要边境城市：
- 埃爾帕索
- 拉雷多
- 麦卡伦

德克薩斯州面積較大，因此境內有254個縣，比县数排名第二的喬治亞州还多95个。
与城市相比，被称为侨居地的未合并农村居民点往往缺乏基本的基础设施，同时还以贫困为特征。德克萨斯州总检察长办公室表示，2011年，德克萨斯州约有2294个侨居地，估计约有50万人生活当中。截至2011年，伊達爾戈縣的侨居地数量最多。德克萨斯州是所有州中居住在侨居地的人数最多的州。

### 语言
德克薩斯州当地人最常用的口音或方言有时被称为德克薩斯英语或者德州方言，是美国英语中美国南方方言的子类别。克里奥尔语在东德克薩斯地区使用。在该州的一些地区，特别是在大城市，西部方言和美国通用英语的使用数量一直在增加。由于西班牙裔人口不断增长，拉丁美洲后裔英语，在德克薩斯州南部普遍存在。而非洲裔美国人英语在德克薩斯州城市的历史少数族裔地区特别显著。
| 语言                        | 在人口中的比例 (2010年) |
| --------------------------- | ----------------------- |
| 西班牙语                    | 29.21%                  |
| 越南语                      | 0.75%                   |
| 汉语 (包括 官话 和 粤语)    | 0.56%                   |
| 德语                        | 0.33%                   |
| 他加禄语                    | 0.29%                   |
| 法语                        | 0.25%                   |
| 韩语 和 乌尔都语 (占比相同) | 0.24%                   |
| 印地语                      | 0.23%                   |
| 阿拉伯语                    | 0.21%                   |
| 西非的尼日尔-刚果语系       | 0.15%                   |

截至2010年，65.8％（14,740,304）德克薩斯州5岁及以上的居民仅在家中讲英语，29.2％（6,543,702）讲西班牙语，0.75％（168,886）讲越南语，0.56％（122,921）讲漢語（包括粤语和官话）。
其他语言包括德语（包括德州德语）0.33％（73,137），他加禄语占0.29％（64,272），法语（包括路易斯安那法语）占0.25％（55,773）。切羅基語是德克薩斯州使用最广泛的美洲原住民语言。
德克薩斯州五岁及以上人口中有34.2％（7,660,406）在家中使用英语以外的语言。

### 宗教
| 归属               | % 占德州人口 | % 占德州人口 |
| ------------------ | ------------ | ------------ |
| 基督教             | 77           | 77           |
| 新教               | 50           | 50           |
| 福音派             | 31           | 31           |
| 主流新教           | 13           | 13           |
| 黑人教会           | 6            | 6            |
| 天主教             | 23           | 23           |
| 摩门教             | 1            | 1            |
| 耶和華見證人       | 1            | 1            |
| 东正教             | 0.5          | 0.5          |
| 其他基督教         | 1            | 1            |
| 无宗教             | 18           | 18           |
| 无宗教信仰         | 13           | 13           |
| 不可知论           | 3            | 3            |
| 无神论             | 2            | 2            |
| 非基督教信仰       | 4            | 4            |
| 犹太教             | 1            | 1            |
| 穆斯林             | 1            | 1            |
| 佛教               | 1            | 1            |
| 印度教             | 0.5          | 0.5          |
| 其他非基督教信仰   | 0.5          | 0.5          |
| 不知道或者拒绝回答 | 0.5          | 0.5          |
| 总计               | 100          | 100          |

## 教育
根据《美国宪法第十修正案》，教育的规范属于各州的立法范畴。但是美国联邦政府也通过立法和有条件拨款来影响各州政府。例如公立學校停止课前祈祷，以及终止学校中存在的种族隔离。美国国会的一些立法也会影响到各州学校，例如1990年的美国残疾人法案强制所有公共建筑和教育机构都要提供对残疾人的服务，这使得得克萨斯州议会也必须立法增加税收来支付相应费用。

### 高等教育

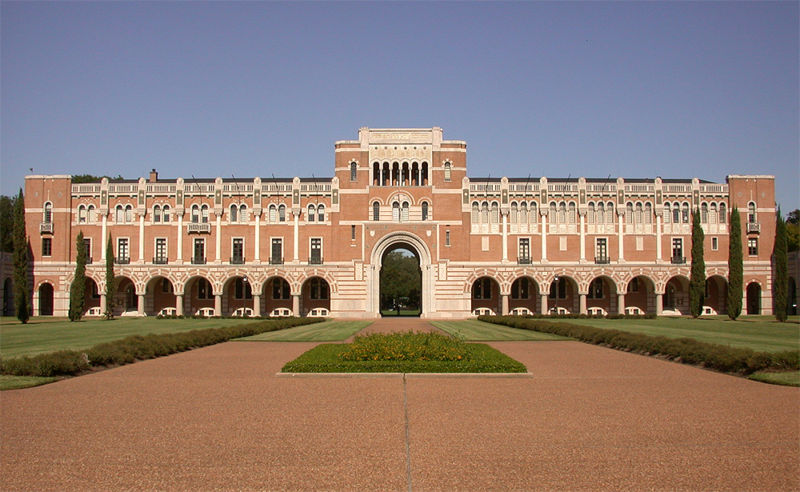
萊斯大學

詳見德克薩斯州學院和大學列表

## 體育
尽管美式足球在德州处于统治地位，然而德克萨斯人享受着各种各样的运动。

### 美式足球
- NFL
  - 達拉斯牛仔
  - 休斯敦德克萨斯人
- 全國大學體育協會
  - 德克薩斯大學長角牛隊（University of Texas Longhorns）
  - 德克薩斯農工大學農夫隊（Texas A&M Aggies）
  - 德克薩斯理工大學紅騎士隊（Texas Tech Red Raiders）
  - 德克薩斯州立大學山貓隊（Texas State Bobcats）
  - 貝勒大學熊隊（Baylor University Bears）
  - 德克薩斯基督教大學角蛙隊（Texas Christian University Horned frogs，簡稱TCU）
  - 南方衛理會大學隊（Southern Methodist University，簡稱SMU）

### 棒球
- 大聯盟
  - 休士頓太空人（美國聯盟 AL）（從2013年球季起轉至美聯西區）
  - 德州遊騎兵（美國聯盟 AL）
- 小聯盟
  - 圓石城快車（英语：Round Rock Express），3A級太平洋岸聯盟（太平洋岸聯盟），母隊：德州遊騎兵
  - 聖安東尼任務，2A級德克薩斯聯盟（德州聯盟），母隊：西雅圖水手
  - 基督聖體市鐵勾，2A級德克薩斯聯盟，母隊：休士頓太空人
  - 中土市愛石者，2A級德克薩斯聯盟，母隊：奧克蘭運動家
  - 佛利斯柯義勇騎兵（Frisco RoughRiders），2A級德克薩斯聯盟，母隊：德州遊騎兵

### 籃球
- NBA
  - 達拉斯獨行俠
  - 休斯敦火箭
  - 圣安东尼奥马刺
- NCAA
  - 貝勒大學
  - 休士頓大學
  - 德克薩斯農工大學
  - 德克薩斯大學
  - 德克薩斯大學艾爾帕索分校（University of Texas at El Paso，簡稱UTEP）
- WNBA
  - 達拉斯羽翼

### 冰球
- NHL
  - 達拉斯星辰（Dallas Stars）

## 知名人物
- 汤米·李·琼斯
- 馬修·麥康納
- 斯蒂芬·奥斯汀
- 黛咪·洛瓦托
- 喬治·沃克·布希，第四十三任美國總統
- 山姆·休斯敦
- 林登·貝恩斯·詹森
- 史蒂维·雷·沃恩
- 珍妮丝·贾普林
- 湯姆·蘭德里（英语：Tom Landry）
- ZZ Top（搖滾樂團）
- 兰斯·阿姆斯特朗
- 賽琳娜·戈梅茲
- 艾米·阿克
- 莎拉·夏希
- 碧昂丝·诺尔斯
- 克里斯·凱爾
- 馬庫斯·勒特雷爾
- 蕾妮·齐薇格
- 凱莉·克萊森
- 凱文·杜蘭特

## 相關条目
- 德克薩斯獨立運動
- 得克萨斯共和国

## 相关书目
- Chipman, Donald E. . Austin, Texas: University of Texas Press. 1992. ISBN 0-292-77659-4.
- Davis, William C. . College Station, TX: Texas A&M University Press. 2006. ISBN 978-1-58544-532-5. originally published 2004 by New York: Free Press
- Edmondson, J.R. . Plano, Texas: Republic of Texas Press. 2000. ISBN 1-55622-678-0.
- Fehrenbach,T.R. (1968) Lone Star: A History of Texas and The Texans.
- Hendrickson, Kenneth E., Jr. . College Station, Texas: Texas A&M University Press. 1995. ISBN 0-89096-641-9.
- Hardin, Stephen L. . Austin, Texas: University of Texas Press. 1994. ISBN 0-292-73086-1.
- Huson, Hobart. . Austin, Texas: Von Boeckmann-Jones Co. 1974.
- Lack, Paul D. . College Station, TX: Texas A&M University Press. 1992. ISBN 0-89096-497-1.
- Manchaca, Martha. . The Joe R. and Teresa Lozano Long Series in Latin American and Latino Art and Culture. Austin, TX: University of Texas Press. 2001. ISBN 0-292-75253-9.
- Todish, Timothy J.; Todish, Terry; Spring, Ted. . Austin, Texas: Eakin Press. 1998. ISBN 978-1-57168-152-2.
- report of President's Commission on the assassination of President John F. Kennedy. . Warren Commission Hearings IV. National Archives. 1992  [2017-03-25]. ISBN 0-312-08257-6. （原始内容存档于2017-05-25）.
- Weber, David J. . Yale Western Americana Series. New Haven, Connecticut: Yale University Press. 1992. ISBN 0-300-05198-0.
- Weddle, Robert S. . Centennial Series of the Association of Former Students Number 58. College Station, Texas: Texas A&M University Press. 1995. ISBN 0-89096-661-3.
- Winders, Richard Bruce. . Military History of Texas Series: Number Three. Abilene, TX: State House Press. 2004. ISBN 1-880510-80-4.
- Richardson, Rupert N.; Anderson, Adrian; Wintz, Cary D.; Wallace, Ernest.  (9th ed.). Upper Saddle River, New Jersey: Prentice Halls. 2005. ISBN 978-0-1318-3550-4.